# Claudio Morales
Claudio Morales (født 4. september 1969) er en dansk skuespiller.
Morales er uddannet fra Statens Teaterskole i 2000.

## Filmografi (tv-serier)
- Ørnen (2004)
- Forbrydelsen (2007)
- 2900 Happiness (2007)